# 아파치 잴런
잴런(Xalan)은 아파치 소프트웨어 재단에서 만든 라이브러리로서 XML 파일을 XSLT 1.0 규격의 표준 스타일시트를 이용하여 변환하고 XPath 1.0 규격을 지원하는 기능을 제공한다. 본 라이브러리는 자바와 C++ 언어로 제공되며 Xalan-Java는 Java API for XML Processing(JAXP) 1.3 규격의 java.xml.transform 인터페이스를 구현한다.

## 같이 보기
- Xerces